# Aunsby and Dembleby
Aunsby and Dembleby – gmina (civil parish) w Anglii, w hrabstwie Lincolnshire, w dystrykcie North Kesteven. Leży 34 km na południe od Lincoln i 161 km na północ od Londynu.